# Hymenophyllum ringens
Hymenophyllum ringens är en hinnbräkenväxtart som beskrevs av Christ. Hymenophyllum ringens ingår i släktet Hymenophyllum och familjen Hymenophyllaceae. Inga underarter finns listade.